# Machaya watkinsi
Machaya watkinsi is een vlindersoort uit de familie van de prachtvlinders (Riodinidae), onderfamilie Riodininae.
Machaya watkinsi werd in 1994 beschreven door D'Abrera.